# Pyen jezik
Pyen jezik (ISO 639-3: pyy; isto i hpyin), jezik naroda Pyen koji se govori u Burmi u dvije enklave blizu laoske granice. Narod Pyen (Phen, Pin, Hpyin), kako su nazivani sa strane, sami sebe nazivaju Bisu, i u očekivanju je da se identifikator ovog jezika povuče iz upotrebe i uklopi u bisu [bzi] kao njegov dijalekt. 800 govornika (Wurm and Hattori 1981)
Pyen se klasificirao južnololosko podskupini phunoi, a bisu je predstavnik južnongwijskih jezika.

## Vanjske poveznice
- Ethnologue (14th)
- Ethnologue (15th)
- The Pyen Language